# Оффа (король Мерсии)
О́ффа (англ. Offa) был королём Мерсии, королевства англосаксонской Англии, с 757 года до своей смерти. Он был сыном Тингфрита и потомком Эовы. Оффа взошёл на трон после гражданской войны, последовавшей за убийством Этельбальда. Оффа победил другого претендента на мерсийский трон - Беорнреда. Вполне вероятно, что в первые годы правления Оффа укрепил свой контроль над Мидлендсом, в котором были королевства Хвикке и Магонсет. Воспользовавшись нестабильностью в королевстве Кент, он утвердился в качестве сюзерена Суссекса к 771 году, хотя его власть оставалась спорной на всех территориях, кроме Мерсии. В 780-х годах он распространил своё господство на большую часть южной Англии, объединившись с Беортриком из Уэссекса, который женился на Эдбурге, дочери Оффы, и восстановил полный контроль над юго-востоком. Оффа также стал правителем Восточной Англии и приказал обезглавить короля её Этельберта II в 794 году, возможно, за восстание против него.
Оффа был христианским королём, который вступил в конфликт с церковью, в частности с Янбертом, архиепископом Кентерберийским. Оффа убедил папу Адриана I разделить архиепархию Кентербери надвое, создав новую архиепархию Личфилда. Конфликт начался, когда Оффа, возможно, хотел, чтобы его сына Эгфрита освятил архиепископ, но Янберт, скорее всего, отказался. У Оффы возник спор с Вустерским епископом, который был разрешён на Брентфордском соборе в 781 году.
Многие монеты времён правления Оффы содержат его изящные портеры, и художественное качество этих портретов превосходит качество франкских монет. На некоторых из его монет изображена его жена Кинетрита — единственная англосаксонская королева, когда-либо изображённая на монете. Сохранились только три золотые монеты Оффы: одна представляет собой копию аббасидского динара 774 года выпуска с арабским текстом на одной стороне и надписью Offa Rex на другой. Назначение золотых монет неизвестно, но, возможно, они были отчеканены для раздачи милостыни или в качестве подарков Риму.
Многие историки считают Оффу самым могущественным англосаксонским королём до Альфреда Великого. Его господство никогда не распространялось на Нортумбрию, хотя в 792 году он выдал свою дочь Эльфледу замуж за нортумбрийского короля Этельреда I. Историки когда-то рассматривали его правление как часть процесса, ведущего к объединению Англии, но это уже не признаётся как факт. По словам историка Саймона Кейнса, Оффой двигала жажда власти, а не стремление единства Англии и то, что он оставил, было репутацией, а не наследием. Его сын Эгфрит стал королём после его смерти, но правил менее пяти месяцев, прежде чем Кенвульф стал королём.

## Биография

### Происхождение
Родословная Оффы, как и другие четыре генеалогические линии мерсийских королей начинается с Пиббы (Pybba), который управлял Мерсией в начале VII столетия. Линия Оффы прослеживается через сына Пиббы Эову (Eowa) и следующие за ним ещё три поколения: Осмода (Osmod), Энвульфа (Eanwulf), и отца Оффы, Тингфрита. Этельбальд, который правил Мерсией в течение более сорока лет перед Оффой, также произошёл от Эовы: дедушка Оффы Энвульф был троюродным братом Этельбальда. В своё время Этельбальд предоставил землю Энвульфу на территории Хвикке (Hwicce). В одной хартии Оффа именует Этельбальда, как своего родственника; и Headbert, брат Этельбальда, продолжал свидетельствовать хартии даже после того, как Оффа пришёл к власти.

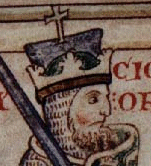
Изображение Оффы в рукописи XIII века

### Вступление на престол
Оффа пришёл к власти в Мерсии в 757 году в период гражданской войны, после убийства своего родственника Этельбальда и победы над Беорнредом, другим претендентом на трон. Возможно, что Оффе удалось заполучить трон лишь 758 году, так как в одном документе от 789 года утверждается, что он выпущен на тридцать первом году правления Оффы.

«Когда минуло семьсот восемьдесят девять лет от Рождества Христова, король Оффа, в тридцать первый год своего правления пожаловал гайду земли в Бродвезе (Bradewassan) монастырю в Вустере (Wigrecestre), в пользу братии на вечные времена, [чтобы] она владела ею столь же полно и всецело, как и он сам».

### Сплочение под своей властью областей Мерсии
При Оффе Мерсия достигла наибольшего своего могущества. Стремясь достичь самодержавной власти над прочими королями, Оффа вёл с ними непрерывные войны. Но обстоятельства этих войн упоминаются летописцами кратко и невнятно. В первые годы правления Оффа, вероятно, восстановил контроль над традиционно зависимыми от Мерсии областями, такими как Хвикке и Магонсет. Документы, датируемые первыми двумя годами правления Оффы, показывают королей Хвикке полностью зависимых от его власти. Вероятно, также быстро он взял под контроль Магонсет, так как нет никаких документов, доказывающих независимость этой области, датируемых позднее 740 года. Видимо, вскоре Оффа поставил под свой контроль и королевство Линдсей (Lindsey), поскольку независимая династия Линдсея исчезла к этому времени.

### Признание власти Оффы в Эссексе
Немного известно об истории восточных саксов в течение VIII столетия, но есть доказательства, что Лондон и Миддлсекс, которые были частями королевства Эссекс, поставленные под мерсийский контроль ещё во время правления Этельбальда, продолжали удерживаться и во время правления Оффы. И Этельбальд и Оффа предоставляли земельные наделы в Миддлсексе и Лондоне, по своему желанию; в хартии от 767 года Оффа дарует земли в Бороне, даже не включая короля Эссекса в список свидетелей. Хотя королевство Эссекс и сохранило своих потомственных правителей, и даже династия королей восточных саксов пережила VIII столетие, но, видно, что большую часть или даже всё VIII столетие они находились под сильным влиянием королей Мерсии.
Однако, маловероятно, что Оффа в первые годы своего правления имел существенное влияние вне традиционного центра Мерсии. Гегемония достигнутая южными англами, в правление Этельбальда, кажется, снизошла на нет во время гражданской войны за престол, и только после 764 года, когда появились первые свидетельства влияния Оффы в Кенте, можно сказать, что власть мерсийских королей начала расширяться снова.

### Взаимоотношения с Кентом
После 762, Оффа, кажется, использовал в своих интересах неурядицы в королевстве Кент. В Кенте существовала давняя традиция разделения верховной королевской власти между восточными и западными областями Кента, имеющих отдельных королей; хотя один король был типично доминирующим. До 762 года Кентом управляли Этельберт II Æthelberht II и Эдберт II Eadberht; сын Эдберта Эрдвульф Eardwulf также засвидетельствован как король. Этельберт II умер в 762, а Эдберт II и Эрдвульф упоминаются последний раз именно в том же самом году. Хартии следующих двух лет упоминают других королей Кента, включая Сигереда Sigered, Энмунда Eanmund и Хэберта Heahberht. В 764 Оффа пожаловал землю в Рочестере от своего собственного имени, а Хэберт, названный королём Кента, засвидетельствовал это дарение. Другой король Кента, Эгберт II Egbert, появляется на хартии в 765 наряду с Хэбертом; хартия была впоследствии подтверждена Оффой. Влияние Оффы в Кенте в это время не подлежит сомнению, и, видимо, Хэберт находился в полной зависимости от Мерсии. Достаточно меньше согласия между историками вызывает тот факт — был ли Оффа королём гегемоном в Кенте и после этого. Он, как известно, отменил хартию Эгберта на том основании, что «невозможно, чтобы его тэн мог дать землю, выделенную ему его лордом во владение, другому без его на то соизваления»; но дата этого дарения Эгберта неизвестна, как и дата аннулирования его Оффой. Можно предположить, что Оффа был действительным повелителем Кента с 764 до, по крайней мере, 776 года. Ограниченные свидетельства непосредственного участия Оффы в делах королевства Кент между 765 и 776 годами включает две хартии 774 года, в которых он предоставляет землю в Кенте; но есть сомнения относительно их подлинности, таким образом, вмешательство Оффы в Кенте до 776, возможно, было ограничено годами 764—765. Англосаксонская хроника, повествует что «мерсийцы и люди Кента сражались у Отфорда» в 776 году, но не сообщает результат сражения. Это традиционно интерпретировалось как победа Мерсии, но не сохранилось никаких свидетельств власти Оффы над Кентом до 785 года: хартия от 784 упоминает только одного короля Кента Элмунда (Ealhmund), что косвенно может доказывать, что мерсийцы были фактически побеждены при Отфорде. Причина конфликта также неизвестна: если Оффа был правителем Кента до 776 года, то сражение при Отфорде было, вероятно, восстанием против контроля со стороны мерсийцев. Однако, Элмунд не появляется снова в исторических документах, а последовательность хартий Оффы на протяжении 785—789 годов ясно дает понять, на возобновление его власти в этой стране. В течение этих лет он рассматривал Кент «как обычную область королевства Мерсии», и его действия были направлены на аннексию Кента и устранение местной королевской династии. Контроль мерсийцев продлился до 796 года, когда умер Оффа, и когда Эдберту Праэну временно удалось восстановить независимость Кента.
Элмунд был, вероятно, отцом Эгберта Уэссекского, и возможно, что вмешательство Оффы в дела Кента в середине 780-х годов связано с последующим изгнанием Эгберта к франкам. Хроника впоследствии утверждала, что когда Эгберт вторгся в Кент в 825, жители Сарри, Сассекса и Эссекса, покорились ему, «тогда как ранее они незаконно удерживались от этого его родственниками». Это, вероятно, можно истолковать, как намек на Элмунда, находящегося в родственных отношениях с другими правителями юго-восточных королевств, и создаётся впечатление, что Элмунд был там местным гегемоном. Если это так, то вмешательство Оффы в эти отношения носило цель получить контроль над этими уже подчинёнными Кентом королевствами.

### Вмешательство в дела Суссекса
Свидетельствами вмешательства Оффы в дела королевства Суссекс служат его хартии, но, как и с Кентом среди историков нет ясного согласия по ходу событий. Из сохранившегося небольшого документа изданного в те времена видно, что Суссексом правили несколько королей одновременно и, возможно, оно не было единым королевством. Утверждается, что власть Оффы была признана рано местными королями в западном Суссексе, а восточный Суссекс (область вокруг Гастингса) подчинялась ему с меньшей готовностью. Согласно Симеону Даремскому летописцу XII столетия, в 771 Оффа победил «людей Гастингса», из чего можно сделать вывод о расширении доминиона Мерсии на всё королевство Суссекс. Однако, подлинность хартий, подтверждающих эту версию событий, вызывает сомнения и, возможно, что непосредственное участие Оффы в делах Суссекса было ограничено коротким периодом приблизительно 770—771 годов. После 772 года, нет никаких новых доказательств причастности мерсийцев к Суссексу до 790 года, и может случиться так, что Оффа получал контроль над Суссексом в последних годах 780-х, так же как и в Кенте.

### Подчинение Восточной Англии
В Восточной Англии Беорна вероятно стал королём приблизительно в 758. Первая чеканка монет Беорной началась раньше чеканки монет Оффой, что подразумевает независимость Восточной Англии от Мерсии в начальные годы правления Оффы. Последующая история восточных англов весьма неясна, но в 779 Этельберт стал королём, и оставался независимым достаточно долго, чтобы выпустить собственные монеты. В 794, согласно Англосаксонской хронике: «Оффа, король Мерсии, приказал, чтобы король Этельберт был обезглавлен». Оффа чеканил пенни в Восточной Англии в ранних 790-х годах, таким образом, вероятно, что Этельберт восстал против Оффы и был в результате казнён.
Сохранились повествования, согласно которым этот молодой король приехал ко двору Оффы просить у того в жены его дочь Эдбурху. Сперва он был принят с великой любовью и почтением, но затем Оффа, по наущению своей жены Кинетриты, убил Этельберта. После чего он с большим войском пошёл в Восточную Англию и, не дав восточным англам времени собраться с силами, завладел этим королевством и присоединил его к Мерсии. Однако самые ранние рукописи в которых упоминается данный ход событий, относятся к XI—XII столетию, и современные историки не расценивают их как полностью достоверные. Легенда также утверждает, что Этельберт был убит в Sutton Св. Михаила и похоронен в четырёх милях (6 км) на юг в Херефорде, где впоследствии его культ процветал, уступая только Кентербери, как место для паломничества.

### Взаимоотношения с Уэссексом
К югу от Мерсии, Киневульф вступил на трон Уэссекса в 757 году и ему удалось возвратить большую часть пограничных территорий, которые в своё время Этельбальд завоевал у западных саксов. В 779 Оффа одерживал важную победу над Киневульфом в сражении при Бенсингтоне Bensington (в Оксфордшире), овладел этим городом и повторно завоевал часть земель вдоль Темзы (то есть земли нынешнего графства Беркшир). Однако, нет никаких бесспорно подлинных хартий показывающих Киневульфа в подчинении у мерсийцев, и не сохранилось никакого свидетельства, что Оффа когда-либо был повелителем Киневульфа. В 786, после убийства Киневульфа, Оффа, возможно, вмешался в дела Уэссекса, чтобы посадить Беортрика на западно-саксонский трон. Даже если Оффа и не помогал восшествию Беортрика, кажется вероятным, что вскоре после этого Беортрик до некоторой степени признал Оффу, как своего повелителя. Деньги Оффы использовалась на территории Западно-Саксонского королевства, а Беортрик начал чеканить собственные монеты только после смерти Оффы. В 789 году Беортрик женился на Эдбурхе, дочери Оффы. Сведения Хроники гласят, что два короля объединились и изгнали Эгберта к франкам, где он и жил на протяжении «трех лет» (а, может, и тринадцати), добавляя, что «Беортрик помогал Оффе, потому что был женат на его дочери».
Эдбурха также упомянута Ассером, монахом IX столетия, который написал биографию Альфреда Великого. Ассер говорит, что Эдбурха «овладев скоро расположением короля, захватила в свои руки власть почти над всем королевством», и что она «переняв манеры своего отца, начала вести себя как тиран». Несомненно, что эта власть, которую она приобрела в Уэссексе, была связана с главенством, которое осуществлял Оффа над всеми англосаксонскими королевствами.
Если Оффа не имел власти над Уэссексом до своей победы над Киневульфом в 779, то получается, что его успехи к югу от реки Темзы были необходимой предпосылкой к его вмешательству на юго-востоке. В этом представлении смерть Эгберта в Кенте приблизительно в 784 году и смерть Киневульфа в Уэссексе в 786 году был событиями, которые позволили Оффе получать контроль над Кентом, а также включить Беортрика в сферу своего влияния. Однако по версии некоторых историков, Оффа не имел контроля над Кентом после 764—765 годов.
Оффа заключил брачный союз и с королём Нортумбрии; его дочь Эльфледа вышла замуж за Этельреда I в Каттерике в 792 году. Однако нет никаких свидетельств, что Нортумбрия когда-либо находилась под контролем Мерсии во время правления Оффы.

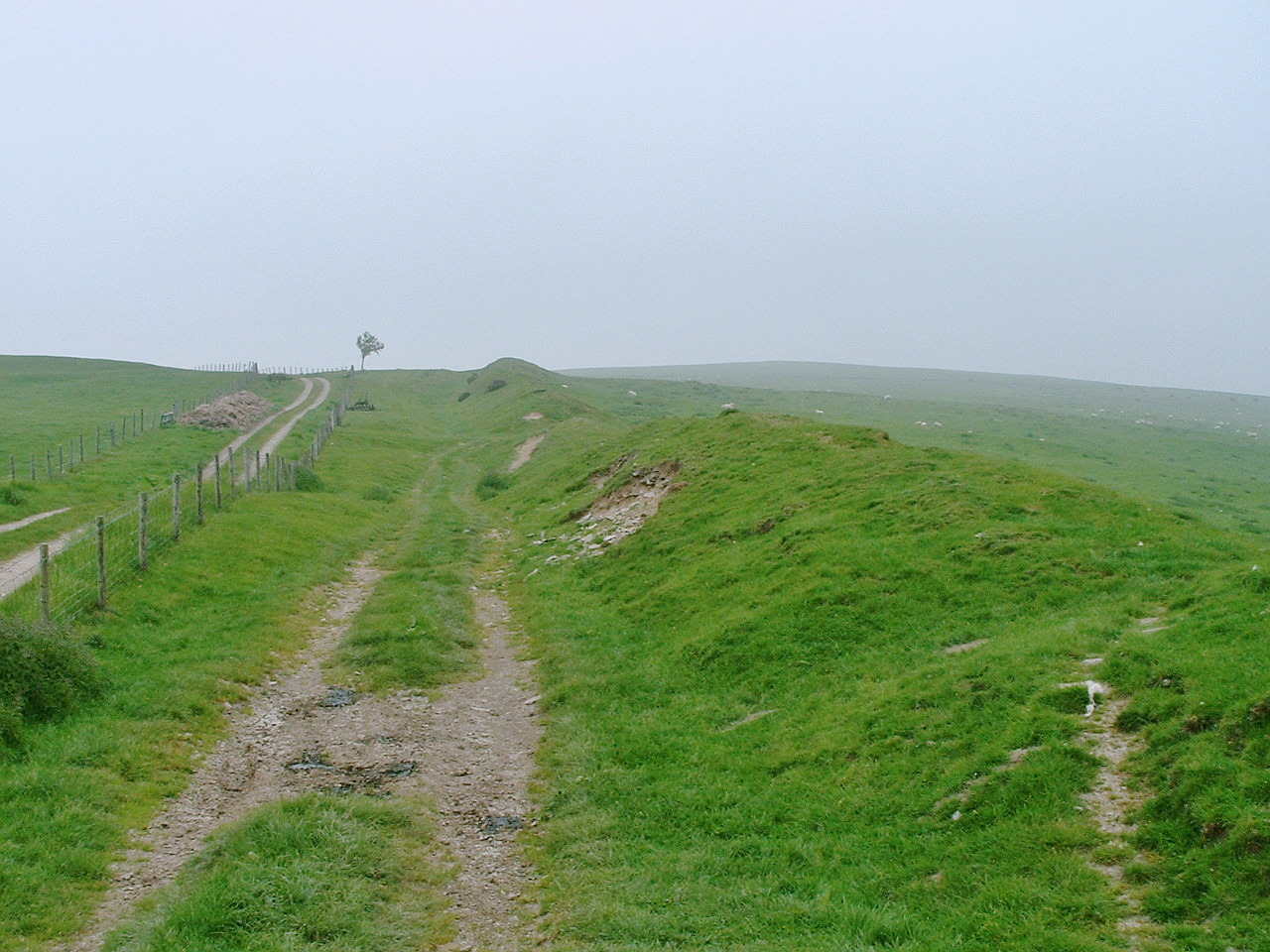
Вал Оффы

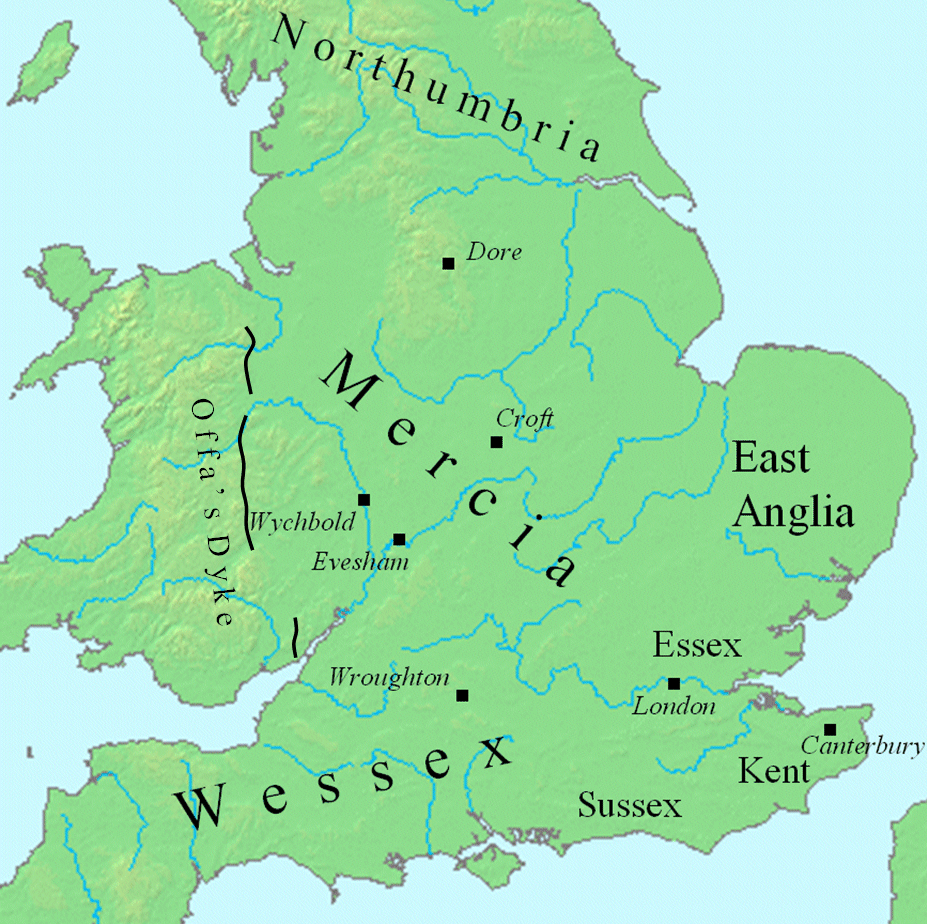
Вал Оффы

### Войны с Уэльсом и вал Оффы
Между тем как Оффа был занят войной со своими единоплеменниками англосаксами, бритты Уэльса напали на Оффу. Такая внезапная война, в которой бритты имели сперва довольно сильный перевес, подала повод Оффе примириться с англосаксами, чтобы обратить своё оружие на кельтов. В 778 году он переправился через Северн, верхнее течение которого было границей между бриттами и англами. Оффа изгнал короля Поуиса из его столицы Пенгвирна и переименовал её в Шрусбери. В короткое время он привёл бриттов в такое положение, что они были вынуждены оставить не только то, что завоевали сначала, но ещё и потеряли некоторую часть своих собственных земель по ту сторону реки Северн. Оффа организовал военные поселения англов для укрепления границы и чтобы не допустить того, что бритты могли учинить впредь какое-либо покушение к отнятию этих земель, он приказал соорудить земляной вал и выкопать ров, посредством которого отделил свои завоевания от остальных владений бриттов. Это заградительное сооружение простиралось от устья реки Ди до того места, где река Уай впадает в Северн и получило название «вала Оффы». Но в отличие от предыдущих завоевательных войн против бриттов, на этот раз всем желающим бриттам и валлийцам было позволено остаться и жить на захваченной территории. Несколько позднее этому примеру стали следовать нортумбрийцы и западные саксы.
Анналы Камбрии, составленные бриттами, также повествуют, что Оффа часто конфликтовал с различными уэльскими королевствами. Так под 760 годом говорится, что было сражение между бриттами и мерсийцами при Херефорде, а также Оффа засвидетельствован, как проводящий кампанию против уэльсцев в 778, 784 и 796 годах.

### Отношения с Церковью

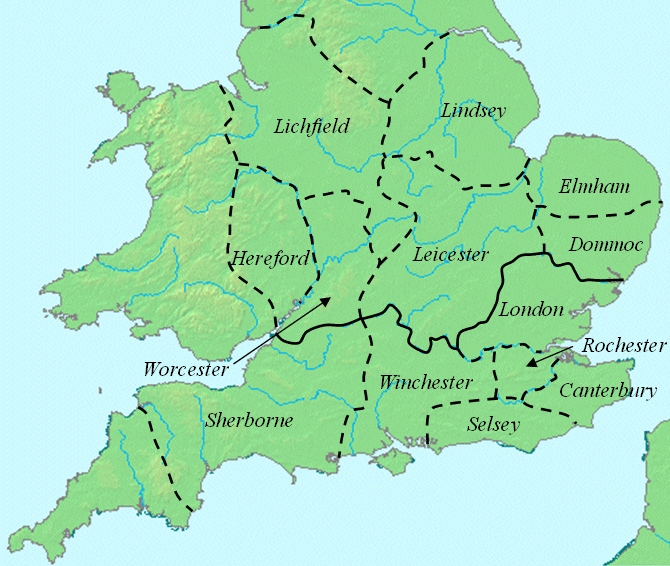
Церковные диоцезы во времена Оффы

Оффа правил как христианский король, но, несмотря на то, что был хвалим советником Карла Великого Алкуином за своё благочестие и усилия «контролировать [своих людей] в предписаниях Бога», он вступил в конфликт с Янбертом, архиепископом Кентерберийским. Янберт был сторонником Эгберта II Кентского, который, возможно, находился в противостоянии с Оффой, когда тот, как известно, вмешивался в дела Кента в 60-е годы VIII столетия. Оффа отменил дарения, пожалованные Эгбертом архиепископству Кентербери, а также известно, что Янберт требовал себе монастырь Cookham, который находился во владениях Оффы.
В 786 римский папа Адриан I послал своих легатов в Англию, чтобы оценить власть Церкви в Англии и ввести каноны (духовные декреты) для руководства английскими королями, дворянами и духовенством. Это было первой папской миссией в Англию, с тех времён как в 597 Григорий Великий послал с миссией епископа Августина, чтобы крестить англосаксов. Легатами были Георгий, епископ Остии, и Феофилакт, епископ Тоди. Они посетили сначала Кентербери, а затем были приняты Оффой при его дворе. И Оффа, и король западных саксов Киневульф присутствовали на совете, где обсуждали цели их миссии. После чего Георгий направился в Нортумбрию, в то время как Феофилакт посетил Мерсию и «части Британии». Отчёт о результатах своих действий, посланный легатами Адриану, сообщает подробности совета, проведенного Георгием в Нортумбрии, и каноны, выпущенные там; также небольшие детали, сохранились от миссии Феофилакта. После северного совета Георгий возвратился на юг, где провёл другой совет, который посетили и Оффа и Янберт, и на котором были выпущены дальнейшие каноны.
В 787 году Оффа добился успеха тем, что сократил духовную власть архиепископа Кентербери, учредив конкурирующую митрополию в Личфилде Lichfield. Эта проблема, должно быть, была обсуждена с папскими легатами в 786, хотя она не упомянута в отчётах, которые сохранились. Англосаксонская Хроника сообщает о «спорном синоде» в 787 в Чалк-хите (Челси), который одобрил создание нового архиепископства. Существует предположение, что этот синод был тем же самым собором, что и второй совет, проведенный легатами, но у историков нет единого мнения на этот счёт. Хигеберт Hygeberht, бывший епископом Личфилда, стал первым и единственным архиепископом новой митрополии, и к концу 788 он получил паллий, символ своей власти, из Рима. Новая митрополия включала владения Вустера, Херефорда, Лестера, Lindsey, Dommoc и Elmham; они были по существу внутриобластными территориями англов. Архиепископ Кентербери сохранил своё влияние на юге и юго-востоке.
Из тех немногих документов касающихся создания нового архиепископства, которые сохранилось после смерти Оффы складывается следующая ситуация. В ходе обмена письмами в 798 году между Кенвульф Coenwulf, который стал королём Мерсии вскоре после смерти Оффы, и папы римского Льва III, Кенвульф утверждал, что Оффа хотел создать новую митрополию из-за вражды с Янбертом; на что Лев отвечал, что единственной причиной по которой папство пошло на создание новой епархии заключалось в огромных размерах королевства Мерсии. И у Кеонвульфа и у Льва III были их собственные причины для представления ситуации в их собственном видении: Кеонвульф просил Льва сделать Лондон единственной южной митрополией, в то время как Лев был заинтересован, чтобы избежать влияния на папу короля на основании оценки действий Оффы. Отсюда их пристрастные комментарии. Однако, и размер территории Оффы и его отношения с Янбертом и Кентом, действительно имели место и могли быть вероятными факторами в запросе Оффы о создании новой митрополии. Версию Кеонвульфа поддерживает, независимое мнение Алкуина в письме к архиепископу Этельхеарду, что митрополия Кентербери была разделена «не, как кажется, разумным рассмотрением, а единственным желанием власти». Этельхеард позже заметил, что вручение паллия епископу Личфилда зависело от «обмана и вводящего в заблуждение предложения».

### Назначение преемником сына Оффы
Другая возможная причина для создания архиепископства в Личфилде связана с сыном Оффы Эгфритом. После того, как Хигеберт стал архиепископом, он посвятил Эгфрита в короли; церемония состоялась в тот же год после возвышения Хигеберта. Возможно, что Янберт отказался выполнить эту церемонию, и в связи с этим Оффа нуждался в альтернативном архиепископе. Сама церемония примечательна по двум причинам: это — первое засвидетельствованное посвящение английского короля, и она необычна в том, что утверждала Эгфрита в королевском статусе в то время как его отец был всё ещё жив. Оффа знал, что сыновья Карла Великого Пипин и Людовик, были посвящены в короли римским папой Адрианом, и, вероятно, пожелал подражать внушительному достоинству королевского дома франков. Другие прецеденты действительно существовали: Этельред Мерсийский Æthelred Mercia, как известно, назначил своего сына Коэнреда Coenred соправителем ещё при своей жизни, а также Оффе, возможно, было известно о примерах посвящения в императоры в Византии. Несмотря на создание новой митрополии, Янберт сохранил своё положение старшего клирика на английской земле, с предоставлением права Хигеберту наследования ему. Когда Янберт умер в 792, он был заменен Этельхардом Æthelheard, которого Хигеберт, теперь уже как старший, посвятил в архиепископы. Впоследствии Этельхард появляется как свидетель на хартиях и председательствует на синодах без Хигеберта, таким образом, кажется, что Оффа продолжал чтить духовную власть архиепископа Кентерберийского. Сохранилось письмо римского папы Адриана Карлу Великому, в котором упоминается Оффа, но дата письма сомнительна; это скорее всего может быть 784 или 791 год. В этом письме Адриан пересказывает слух, который достиг его: якобы Оффа по сообщениям предложил Карлу Великому, чтобы Адриан был свергнут, и заменён римским папой франкского происхождения. Адриан отказывается верить этому слуху, но ясно, что это его сильно беспокоило. Имена врагов Оффы и Карла Великого сообщивших Адриану это, он не называет. Неясно, связано ли это письмо с миссией легатов в 786; если оно предшествовало этому, то миссия, возможно, была направлена чтобы уладить этот конфликт, однако, возможно, письмо было написано и после этой миссии.
Оффа был щедрым патроном церкви, основывал несколько церквей и монастырей. Оффа исходатайствовал у папы дозволения о причислении в число Божьих Угодников, первомученика Англии Святого Албана, тело которого якобы было найдено в 793 в Веруламе. Оффа велел на том месте построить богатую церковь и великолепный монастырь, дав ему великие льготы и знатные доходы. С тех пор город Верулам стал называться Сент-Олбанс. Мучимый угрызениями совести, Оффа сделал также великие подаяния церкви в Херефорде, где было погребено тело убитого им короля Восточной Англии Этельберта.
Между щедрыми подаяниями, какие Оффа учинил римским церквям, следует упомянуть об одном, которое было очень важным для Англии. Ещё раньше в Риме была заведена Английская коллегия (училище), основанная королём Уэссекса Иною, на содержание, которой основатель определил денежную сумму, распределив её на дворы Уэссекса и Сассекса по одному динарию с фунта стерлинга. Такое подаяние называлось «дань Риму». Оффа распространил эту подать и на все дворы Мерсии и Восточной Англии, исключая только земли принадлежащие монастырю Святого Албана. Так как эта сумма (365 манкузов — золотых монет) выдаваема была в Рим в день праздника Святого Петра, то такой вклад вместо прежде данного названия был наименован «денежный сбор Святого Петра». Этих средств директорам училища было предостаточно для того, чтобы содержать приезжающих в великом множестве англичан для учения в Рим.

### Взаимоотношения с Европой
Дипломатические отношения Оффы с Европой хорошо известны, но, кажется, относятся только к последнему десятилетию его правления. В письмах, датируемых последними годами 80-х, началом 90-х годов VIII века, Алкуин поздравляет Оффу, как радетеля за образование среди англосаксов и приветствует его жену Кинетрита и сына Эгфрита.
Согласно «Деяниям аббатов Фонтенеля», приблизительно в 789 году или незадолго до этого, Карл Великий предложил, чтобы его сын Карл женился на одной из дочерей Оффы (наиболее вероятно, Эльфледе), однако Оффа выдвинул встречное предложение на брак своего сына Эгфрита с одной из дочерей Карла, Бертой, чем сильно обидел его, что привело к временному закрытию портов Франкского государства для английских торговцев. В своих письмах Алкуин прояснял обстоятельства конфликта и выражал надежду быть посланным в Британию с мирной миссией. В конце концов дипломатические отношения были восстановлены, по крайней мере частично, при посредничестве Гервольда, аббата Фонтенеля.
Сохранилось письмо Карла Великого написанное Оффе в 796 году, которое ссылается на предыдущее письмо от Оффы к Карлу. Эта корреспонденция между этими двумя королями представляла первые сохранившиеся документы в английской дипломатической истории. Письмо, прежде всего, касалось статуса английских паломников на континенте и дипломатических подарков, но это говорит много об отношениях между англами и франками. Карл Великий именует Оффу своим «братом», и упоминает торговлю черными камнями, посланными с континента в Англию, и плащами (или, возможно, тканями), проданными из Англии франкам. Письмо Карла Великого также касается изгнанников из Англии, среди них называя Одберта, который был почти наверняка тем же самым человеком, что и Эдберт Прэн. Эгберт Уэссекский был другим беженцем от притеснений Оффы, который нашёл убежище при королевском дворе франков.
Как видно, Карл Великий проявлял большой интерес к делам в Британии. Он мечтал присоединить к создававшейся империи и давно утраченную провинцию. Чтобы укрепить там свои позиции он рассылал щедрые дары английским и ирландским монастырям, поддерживал связи со всей английской церковью, с Кентом, с Нортумбрией. Карл оказывал гостеприимство при своем дворе изгнанникам из всех английских государств: здесь можно было видеть беглецов из Уэссекса и Мерсии, изгнанных королей Нортумбрии и тэнов Восточной Англии, и многих других. Оффа поддерживал с Карлом самые дружеские отношения, но старательно избегал всяческих ситуаций, которые могли бы быть истолкованы как признание им своей зависимости от короля франков. События в южной Англии в 796 году иногда изображаются, как борьба между Оффой и Карлом Великим, но неравенство в их власти было огромно.

### Укрепление королевской власти
Оффа, кажется, пытался упрочить стабильность королевского сана Мерсии, устранением династических конкурентов своему сыну Эгфриту, и иногда сводя статус подчиненных ему королей к разряду элдорменов. Письмо, написанное Алкуином в 797 годы к мерсийскому элдормену по имени Озберт Osbert, явно подтверждает, что Оффа пошёл на крайние меры, чтобы гарантировать, что его сын Эгфрит наследует ему. Мнение Алкуина состоит в том, что Эгфрит «не умер из-за своих собственных грехов, а его постигла месть за кровь, которую его отец проливал, чтобы обеспечить королевскую власть за своим сыном». Однако, эта его политика оказалась в конечном счёте неудачной; Эгфрит продержался у власти лишь в течение нескольких месяцев.
Есть свидетельства, что Оффа построил ряд оборонительных бургов и укрепил города; какие это были города точно не известно, но возможно в их числе находились Бедфорд, Херефорд, Нортхемптон, Оксфорд и Стамфорд. В дополнение к своим оборонительным функциям эти бурги использовались как административные центры и служили региональными рынками.
При Оффе в Мерсии были приняты законы, от которых не сохранились даже фрагменты. Они известны только из упоминания Альфредом Великим в предисловии к собственному кодексу законов, который Альфред обнародовал в конце последующего века. Альфред говорит, что он включил в свой кодекс те законы Оффы, Ине Уэссекского и Этельберта Кентского, который он нашёл «наиболее справедливыми».

### Чеканка монеты

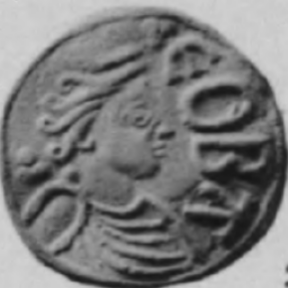
Пенни Cynethryth

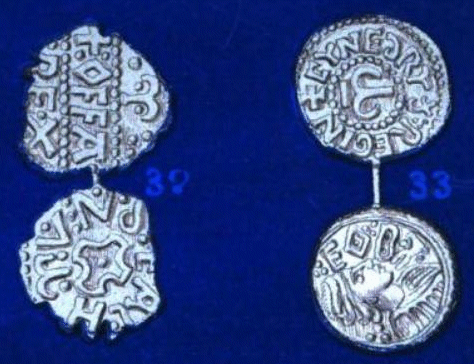

Торговля повлекла и развитие чеканки монет. Уже с VII века в Лондоне началась чеканка мелких серебряных монет — скиттов (англ. sceattas, в ед. числе англ. sceat — скит), которые отличались от римских или франкских монет и были подобием фризских. Они понадобились для внутренней торговли, тогда ещё мелкой. Внешняя торговля обеспечивалась золотыми монетами, а также слитками золота и серебра. Чеканка скиттов проводилась без королевского контроля. Монета была грубая, без точного содержания серебра. В течение VIII века её ценность снизилась, что вызвало большие помехи в расчётах внутри страны, прежде всего с казной короля. Поэтому король Оффа ввел в обращение серебряный пенни — монету, чуть большую по содержанию серебра и размерам, чем скит. Новая монета была похожа на франкский денарий, что не удивительно, если учесть активные торговые связи Британии и Франкского королевства в то время. Примеру Мерсии последовали короли Кента, Уэссекса и Восточной Англии. Некоторые монеты от времени правления Оффы имеют имена архиепископов Кентерберийских — Янберта, а после 792 года — Этельхарда. Есть также свидетельства, что монеты выпускал и Эдберт Eadberht, епископ Лондона в 780-х годах, а, возможно, и прежде. Иногда на монетах чеканился портрет Кинетрита, жены Оффы. Королева Кинетрита была первой и единственной англосаксонской королевой, чей портрет когда-либо чеканился на монете.
Впрочем, для зарубежной торговли и крупных платежей стали чеканить золотой манкус (лат. mancus) — монету, эквивалентную тридцати серебряным пенни и напоминающую по оформлению золотые монеты Аббасидов. Сохранились только три золотые монеты от времен правления Оффы. Каждая — копия динара Аббасидов, с надписью «король Оффа» на оборотной стороне. Ясно, что у модельеров не было никакого понимания арабского языка, поскольку арабский текст содержит много ошибок. Монеты, возможно, были произведены, для торговли с исламской Испанией; или как часть ежегодной платы в 365 манкусов, которые Оффа обещал Риму. Хотя многие из монет имеют имена модельеров, но нет никаких признаков монетного двора, где каждая монета была произведена. В результате число и местоположение монетных дворов, используемых Оффой, сомнительно. Общепризнанное мнение — то, что было четыре монетных двора, в Кентербери, Рочестере, Восточной Англии и Лондоне.

### Королевский титул
В большинстве своих хартий Оффа называет себя «король Мерсии», или «король мерсийцев», хотя иногда его титул расширялся до «короля Мерсии и окружающих народов». Некоторые из его хартий используют титул «Rex Anglorum» (то есть «король англичан»); таким образом Оффа стал первым королём, носившим этот титул, что доказывает широкое утверждение его власти. Однако по этому поводу у историков нет единого мнения; дело в том, что те несколько хартий где Оффа назван «королём англичан» имеют сомнительную подлинность. Они могут представлять более поздние подделки X столетия, когда этот титул стал стандартным для королей Англии.

### Смерть Оффы
Оффа умер в 796, между 26 и 29 июля, процарствовав 39 лет и был похоронен в Бедфорде. Согласно Анналам Камбрии Оффа умер в 797 году. Власть и престиж, достигнутые Оффой, позволяют рассматривать его как одного из самых могущественных правителей на Британских островах в Раннее Средневековье.

### Семья
- Жена — Кинетрита (Cynethryth) (умерла после 798); её родословная неизвестна. У пары были сын и четыре дочери:
  - Эгфрит (Ecgfrith; умер в декабре 796); сын, наследник престола.
  - Эльфледа (Ælfflæd); была замужем за королём Нортумбрии Этельредом I.
  - Эдбурха (Eadburh); была замужем за королём Уэссекса Беортриком.
  - Этельбурха (Æthelburh); в будущем аббатиса.
  - Этельсвита (Æthelswith)